# Swiftia exserta
Swiftia exserta är en korallart som först beskrevs av Ellis och Daniel Solander 1786.  Swiftia exserta ingår i släktet Swiftia och familjen Plexauridae. Inga underarter finns listade i Catalogue of Life.